# Moiré chamoisé
Pour les articles homonymes, voir Moiré.
Erebia gorge
Espèce
Statut de conservation UICN

 LC  : Préoccupation mineure
Le Moiré chamoisé (Erebia gorge) est un lépidoptère (papillon) appartenant à la famille des Nymphalidae, à la sous-famille des Satyrinae et au genre Erebia.

## Dénomination
Erebia gorge nommé par Jakob Hübner en 1804.
Synonymes : Erebia gorge erynis Esper, 1805; Erebia ramondi Oberthür, 1909; Erebia triopes Speyer, 1865; Papilio erynis Esper, 1805.

### Sous-espèces
- Erebia gorge gorge Hübner, 1804 ; en Suisse et au Tyrol
- Erebia gorge albanica Rebel, 1917 ; en Albanie.
- Erebia gorge erynis Esper, 1805 ; en Savoie
- Erebia gorge ramondi  Oberthür 1909 ; dans les Pyrénées.
- Erebia gorge triopes Speyer, 1865[2].

### Noms vernaculaires
Le Moiré chamoisé se nomme Silky Ringlet en anglais et Seidenglanz-Mohrenfalter en allemand.

## Description

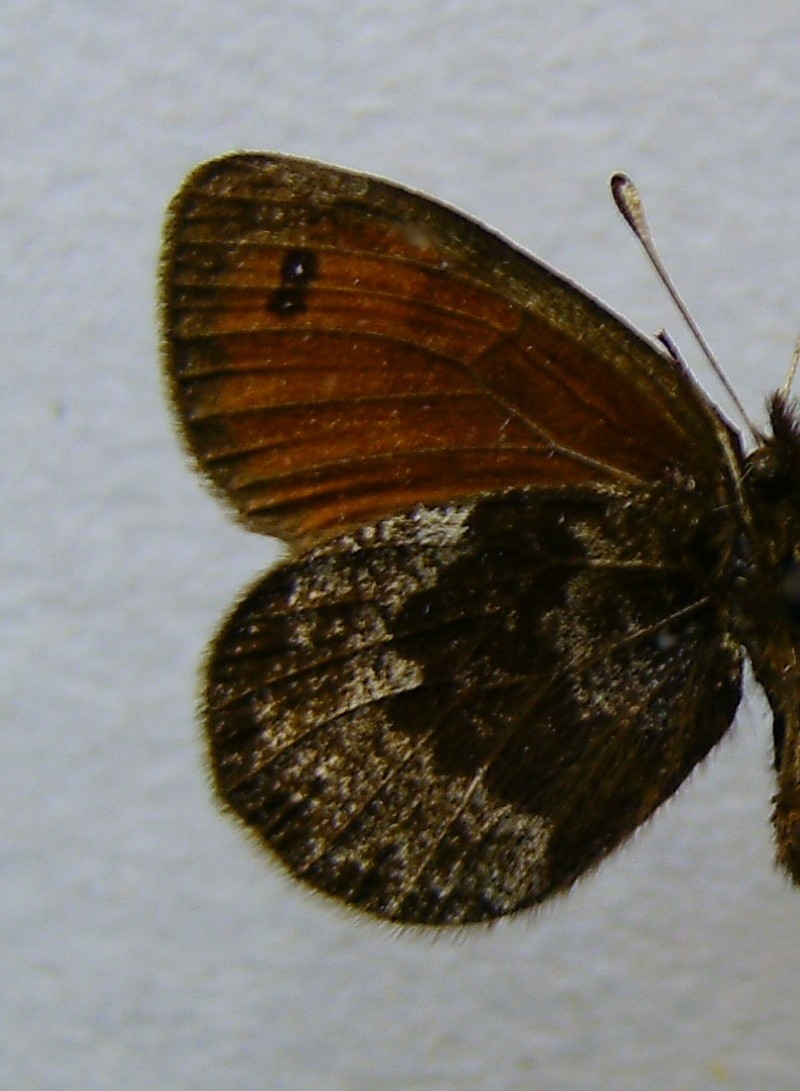
Erebia gorge le revers

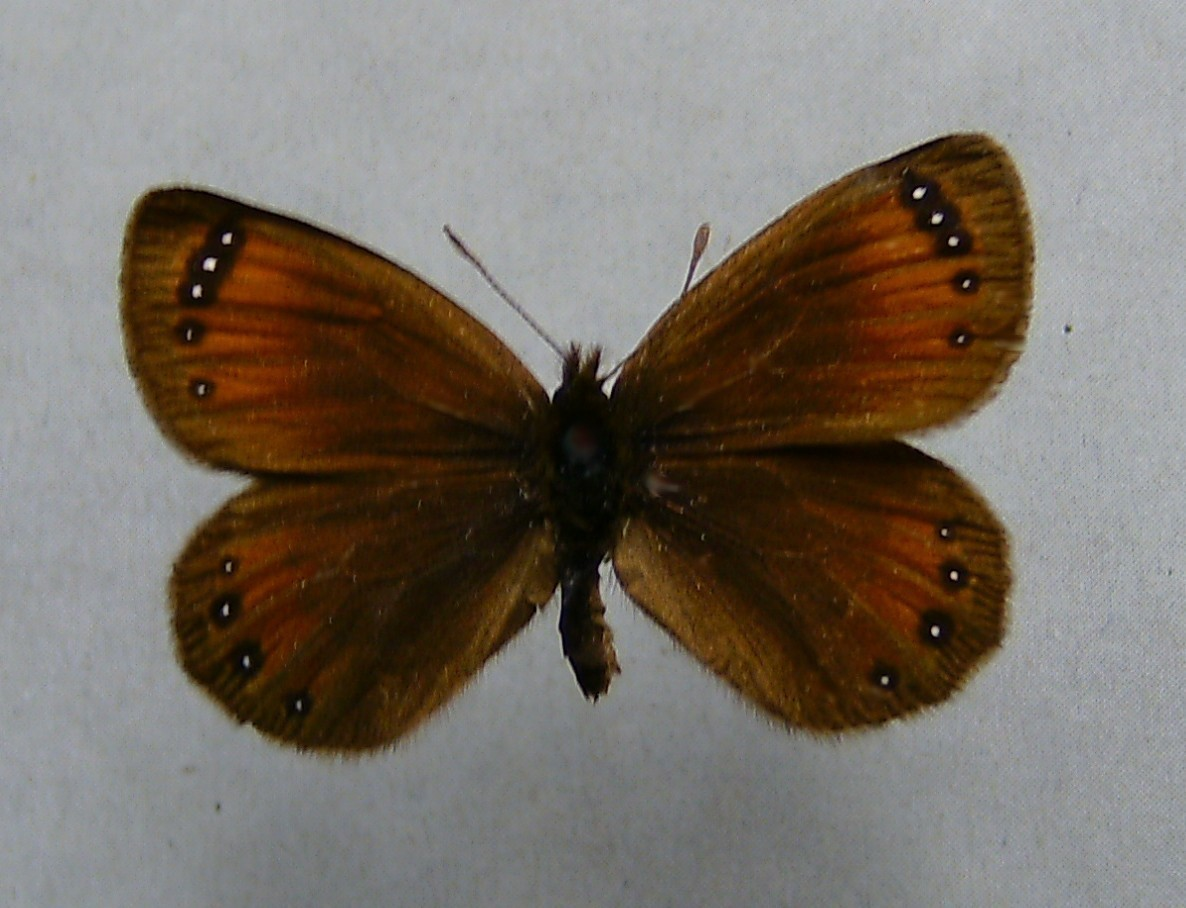
Erebia gorge forme ramondi (trioples)

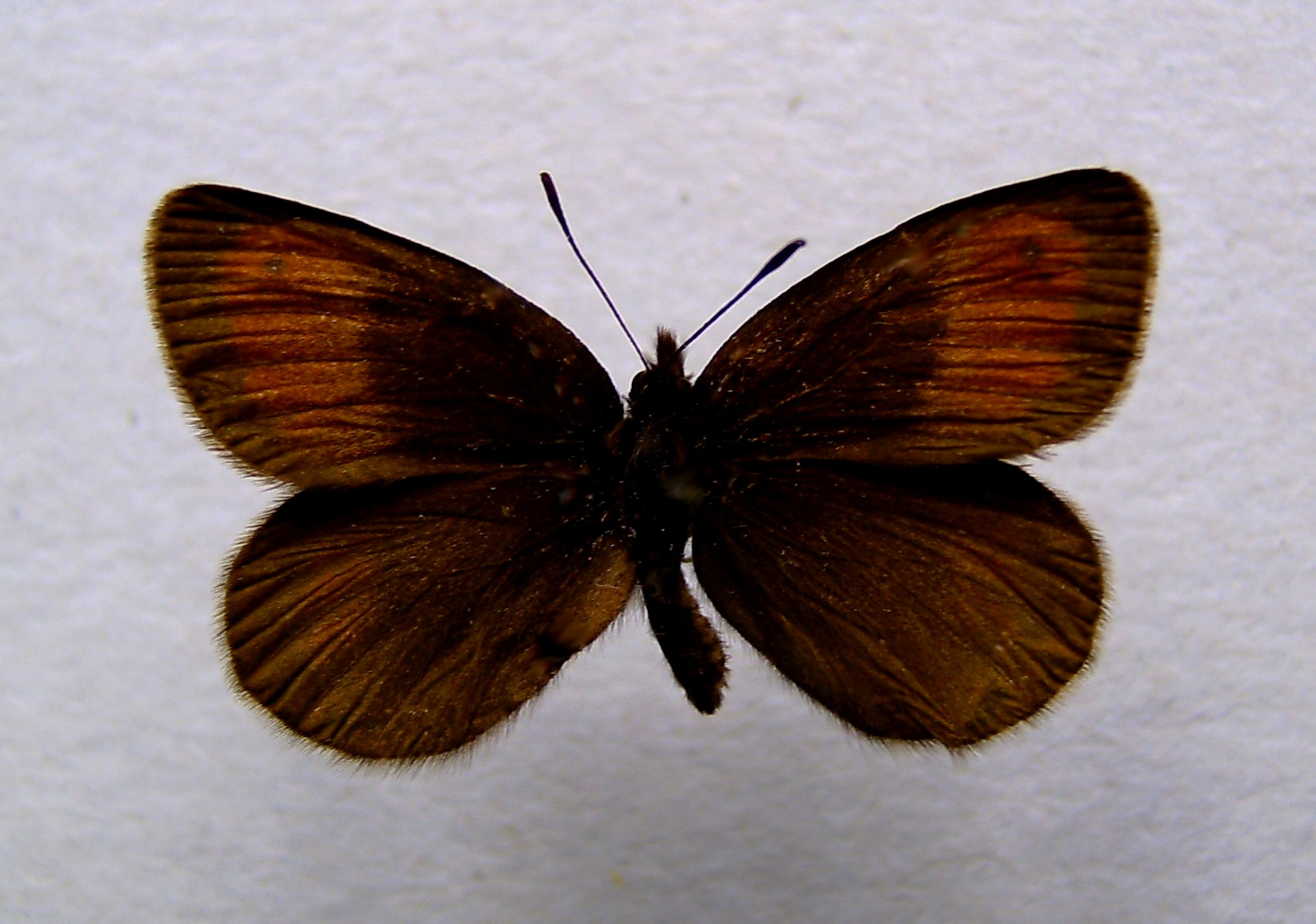
Erebia gorge forme erynis

Le Moiré chamoisé est un petit papillon, d'une envergure de 15 à 20 mm, marron foncé marqué d'une bande rouge avec au moins deux ocelles au sommet de l'aile antérieure. le revers de l'aile antérieure est rouge bordé de brun et marqué des mêmes ocelles.
Erebia gorge ramondi présent dans les Pyrénées possède quatre ou cinq ocelles pupillés de blanc.
Erebia gorge erynis présent en Savoie n'a pas d'ocelles apicaux géminés.

### Chenille et chrysalide
Le cycle larvaire du Moiré chamoisé se déroule sur deux ans. La chenille est verte ou brune.

## Biologie

### Période de vol et hivernation
La chenille hiverne à son premier stade puis l'hiver suivant à son dernier.
L'imago vole de juin à août.

### Plantes hôtes
Les plantes hôtes des chenilles sont des poacées (graminées) : Poa minor, Poa alpina, Seslera varia et des Festuca.

## Écologie et distribution
Il est présent dans les montagnes de l'Europe méridionale et orientale, sous forme de nombreux petits isolats, dans les Pyrénées, les Alpes et jusqu'aux Carpates, donc de l'Espagne à la Grèce.
En France il est présent dans les Pyrénées et dans les Alpes.

### Biotope
Il réside dans les prairies de 1 500 à 3 000 mètres, surtout au-dessus de 2 000 mètres.

### Protection
Pas de statut de protection particulier. La Bulgarie recommande son inscription comme vulnérable.